# Ballyclare
Ballyclare (iriska: Bealach Cláir) är ett samhälle i Six Mile Valley i distriktet Antrim and Newtownabbey i grevskapet Antrim i Nordirland. Ballyclare hade år 2001 totalt 8 770 invånare.

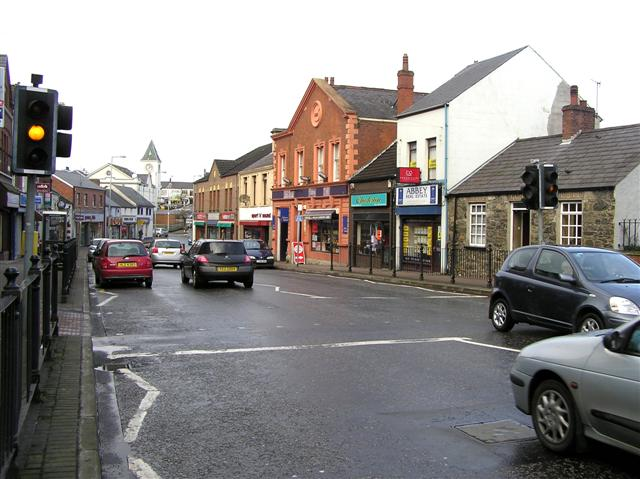
Ballyclare

Samhällets historia sträcker sig tillbaka minst 5 000 år i tiden och det har funnits flera olika folkgrupper här. Efter kelterna kom vikingar och därefter normanderna. Till slut grundlades samhället av skottar under bosättningen i Ulster.
Många av invånarna emigrerade till Amerika och bland dessa fanns Mark Twain, Sam Houston och generalen Alexander Macomb.